# WTA-seizoen 2001

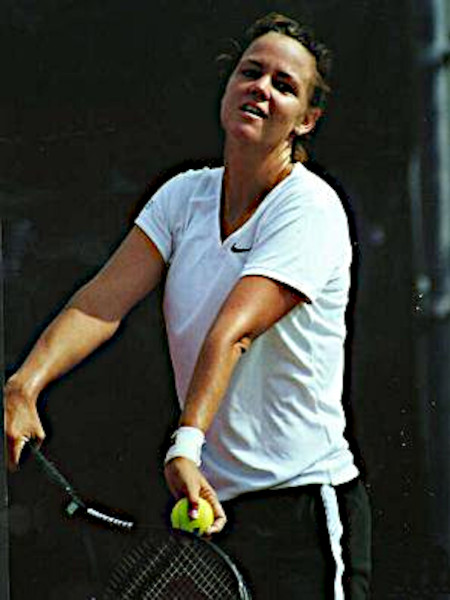
Winnares van de meeste enkelspeltitels: Lindsay Davenport

De WTA organiseerde in het tennisseizoen 2001 onderstaande tennistoernooien.

## Winnaressen enkelspel met meer dan twee titels
| speelster         | aantal titels |
| ----------------- | ------------- |
| Lindsay Davenport | 7             |
| Venus Williams    | 6             |
| Amélie Mauresmo   | 4             |
| Monica Seles      | 4             |
| Justine Henin     | 3             |
| Kim Clijsters     | 3             |
| Jelena Dokić      | 3             |
| Jennifer Capriati | 3             |
| Martina Hingis    | 3             |
| Serena Williams   | 3             |

## WTA-toernooikalender 2001
| Startdatum hoofdtoernooi | Officiële naam van het toernooi | Land, stad                          | Cat.     | ($)       | Ondergrond        | Winnares enkelspel |         |
| ------------------------ | ------------------------------- | ----------------------------------- | -------- | --------- | ----------------- | ------------------ | ------- |
| 2000-12-31               | Thalgo Hardcourt Champ's        | Australië, Gold Coast               | Tier III | 170.000   | hardcourt, buiten | Justine Henin      | details |
| 2001-01-01               | ASB Bank Classic                | Nieuw-Zeeland, Auckland             | Tier V   | 110.000   | hardcourt, buiten | Meilen Tu          | details |
| 2001-01-07               | Adidas International            | Australië, Sydney                   | Tier II  | 515.000   | hardcourt, buiten | Martina Hingis     | details |
| 2001-01-07               | Women's Classic                 | Australië, Canberra                 | Tier III | 170.000   | hardcourt, buiten | Justine Henin      | details |
| 2001-01-07               | ANZ Tasmanian International     | Australië, Hobart                   | Tier V   | 110.000   | hardcourt, buiten | Rita Grande        | details |
| 2001-01-15               | Australian Open                 | Australië, Melbourne                | G.S.     | 3.569.290 | hardcourt, buiten | Jennifer Capriati  | details |
| 2001-01-30               | Toray Pan Pacific Open          | Japan, Tokio                        | Tier I   | 1.188.000 | tapijt, binnen    | Lindsay Davenport  | details |
| 2001-02-05               | Open Gaz de France              | Frankrijk, Parijs                   | Tier II  | 565.000   | tapijt, binnen    | Amélie Mauresmo    | details |
| 2001-02-12               | Qatar TotalFinaElf Open         | Qatar, Doha                         | Tier III | 170.000   | hardcourt, buiten | Martina Hingis     | details |
| 2001-02-12               | Terazura Open                   | Frankrijk, Nice                     | Tier II  | 565.000   | tapijt, binnen    | Amélie Mauresmo    | details |
| 2001-02-19               | Copa Colsanitas                 | Colombia, Bogota                    | Tier III | 170.000   | gravel, buiten    | Paola Suárez       | details |
| 2001-02-19               | Duty Free Women's Open          | Verenigde Arabische Emiraten, Dubai | Tier II  | 565.000   | hardcourt, buiten | Martina Hingis     | details |
| 2001-02-19               | IGA US Indoors                  | Verenigde Staten, Oklahoma          | Tier III | 170.000   | hardcourt, binnen | Monica Seles       | details |
| 2001-02-26               | Abierto Mexicano Pegaso         | Mexico, Acapulco                    | Tier III | 170.000   | gravel, buiten    | Amanda Coetzer     | details |
| 2001-02-26               | State Farm Classic              | Verenigde Staten, Scottsdale        | Tier II  | 565.000   | hardcourt, buiten | Lindsay Davenport  | details |
| 2001-03-07               | Tennis Masters Series           | Verenigde Staten, Indian Wells      | Tier I   | 2.050.000 | hardcourt, buiten | Serena Williams    | details |
| 2001-03-21               | Ericsson Open                   | Verenigde Staten, Miami             | Tier I   | 2.720.000 | hardcourt, buiten | Venus Williams     | details |
| 2001-04-02               | Porto Open                      | Portugal, Porto                     | Tier IV  | 140.000   | gravel, buiten    | Arantxa Sánchez    | details |
| 2001-04-09               | Bausch & Lomb Champ's           | Verenigde Staten, Amelia Island     | Tier II  | 565.000   | gravel, buiten    | Amélie Mauresmo    | details |
| 2001-04-09               | Estoril Open                    | Portugal, Estoril                   | Tier IV  | 140.000   | gravel, buiten    | Ángeles Montolio   | details |
| 2001-04-16               | Budapest Grand Prix             | Hongarije, Boedapest                | Tier V   | 110.000   | gravel, buiten    | Magdalena Maleeva  | details |
| 2001-04-16               | Family Circle Cup               | Verenigde Staten, Charleston        | Tier I   | 1.200.000 | gravel, buiten    | Jennifer Capriati  | details |
| 2001-04-30               | Croatian Bol Ladies Open        | Kroatië, Bol                        | Tier III | 170.000   | gravel, buiten    | Ángeles Montolio   | details |
| 2001-05-01               | Betty Barclay Cup               | Duitsland, Hamburg                  | Tier II  | 565.000   | gravel, buiten    | Venus Williams     | details |
| 2001-05-07               | Eurocard German Open            | Duitsland, Berlijn                  | Tier I   | 1.185.000 | gravel, buiten    | Amélie Mauresmo    | details |
| 2001-05-13               | TennisCup Vlaanderen            | België, Antwerpen                   | Tier V   | 110.000   | gravel, buiten    | Barbara Rittner    | details |
| 2001-05-14               | Tennis Masters Roma             | Italië, Rome                        | Tier I   | 1.200.000 | gravel, buiten    | Jelena Dokić       | details |
| 2001-05-21               | Internationaux de Strasbourg    | Frankrijk, Straatsburg              | Tier III | 170.000   | gravel, buiten    | Silvia Farina-Elia | details |
| 2001-05-21               | Open de España                  | Spanje, Madrid                      | Tier III | 170.000   | gravel, buiten    | Arantxa Sánchez    | details |
| 2001-05-28               | Roland Garros                   | Frankrijk, Parijs                   | G.S.     | 3.745.147 | gravel, buiten    | Jennifer Capriati  | details |
| 2001-06-11               | DFS Classic                     | Verenigd Koninkrijk, Birmingham     | Tier III | 170.000   | gras, buiten      | Nathalie Tauziat   | details |
| 2001-06-11               | Tashkent Open                   | Oezbekistan, Tasjkent               | Tier IV  | 140.000   | hardcourt, buiten | Bianka Lamade      | details |
| 2001-06-18               | Britannic Asset Mgmt Champ's    | Verenigd Koninkrijk, Eastbourne     | Tier II  | 565.000   | gras, buiten      | Lindsay Davenport  | details |
| 2001-06-18               | Heineken Trophy                 | Nederland, Rosmalen                 | Tier III | 170.000   | gras, buiten      | Justine Henin      | details |
| 2001-06-25               | Wimbledon                       | Verenigd Koninkrijk, Londen         | G.S.     | 4.545.319 | gras, buiten      | Venus Williams     | details |
| 2001-07-09               | Uniqa Grand Prix                | Oostenrijk, Wenen                   | Tier III | 170.000   | gravel, buiten    | Iroda Tulyaganova  | details |
| 2001-07-09               | Internazionali Femminili        | Italië, Palermo                     | Tier V   | 110.000   | gravel, buiten    | A Medina Garrigues | details |
| 2001-07-16               | Sanex Trophy                    | België, Knokke-Heist                | Tier IV  | 150.000   | gravel, buiten    | Iroda Tulyaganova  | details |
| 2001-07-23               | Bank of the West Classic        | Verenigde Staten, Stanford          | Tier II  | 565.000   | hardcourt, buiten | Kim Clijsters      | details |
| 2001-07-23               | GP de SAR Pr. Lalla Meryem      | Marokko, Casablanca                 | Tier V   | 110.000   | gravel, buiten    | Zsófia Gubacsi     | details |
| 2001-07-23               | Idea Prokom Open                | Polen, Sopot                        | Tier III | 170.000   | gravel, buiten    | Cristina Torrens   | details |
| 2001-07-30               | PreCon Ladies Open              | Zwitserland, Bazel                  | Tier IV  | 140.000   | gravel, buiten    | Adriana Gerši      | details |
| 2001-07-30               | Acura Classic                   | Verenigde Staten, San Diego         | Tier II  | 750.000   | hardcourt, buiten | Venus Williams     | details |
| 2001-08-05               | estyle.com Classic              | Verenigde Staten, Los Angeles       | Tier II  | 565.000   | hardcourt, buiten | Lindsay Davenport  | details |
| 2001-08-13               | Rogers Cup                      | Canada, Toronto                     | Tier I   | 1.200.000 | hardcourt, buiten | Serena Williams    | details |
| 2001-08-19               | Pilot Pen Tennis                | Verenigde Staten, New Haven         | Tier II  | 565.000   | hardcourt, buiten | Venus Williams     | details |
| 2001-08-27               | US Open                         | Verenigde Staten, New York          | G.S.     | 6.628.000 | hardcourt, buiten | Venus Williams     | details |
| 2001-09-10               | Big Island Championships        | Verenigde Staten, Waikoloa, Hawaï   | Tier IV  | 140.000   | hardcourt, buiten | Sandrine Testud    | details |
| 2001-09-10               | Brasil Open                     | Brazilië, Bahia                     | Tier II  | 625.000   | hardcourt, buiten | Monica Seles       | details |
| 2001-09-17               | Bell Challenge                  | Canada, Québec                      | Tier III | 170.000   | hardcourt, binnen | Meg Shaughnessy    | details |
| 2001-09-17               | Toyota Princess Cup             | Japan, Tokio                        | Tier II  | 565.000   | hardcourt, buiten | Jelena Dokić       | details |
| 2001-09-24               | Wismilak International          | Indonesië, Bali                     | Tier III | 170.000   | hardcourt, buiten | Angelique Widjaja  | details |
| 2001-09-24               | Sparkassen Cup                  | Duitsland, Leipzig                  | Tier II  | 565.000   | tapijt, binnen    | Kim Clijsters      | details |
| 2001-10-01               | AIG Japan Open                  | Japan, Tokio                        | Tier III | 170.000   | hardcourt, buiten | Monica Seles       | details |
| 2001-10-01               | Kremlin Cup                     | Rusland, Moskou                     | Tier I   | 1.185.000 | tapijt, binnen    | Jelena Dokić       | details |
| 2001-10-08               | Kiwi Open                       | China, Shanghai                     | Tier IV  | 140.000   | hardcourt, buiten | Monica Seles       | details |
| 2001-10-07               | Porsche Tennis Grand Prix       | Duitsland, Filderstadt              | Tier II  | 565.000   | hardcourt, binnen | Lindsay Davenport  | details |
| 2001-10-14               | Swisscom Challenge              | Zwitserland, Zürich                 | Tier I   | 1.185.000 | hardcourt, binnen | Lindsay Davenport  | details |
| 2001-10-15               | EuroTel Slovak                  | Slowakije, Bratislava               | Tier V   | 110.000   | hardcourt, binnen | Rita Grande        | details |
| 2001-10-22               | Seat Open                       | Luxemburg, Luxemburg                | Tier III | 170.000   | hardcourt, binnen | Kim Clijsters      | details |
| 2001-10-22               | Generali Ladies                 | Oostenrijk, Linz                    | Tier II  | 565.000   | hardcourt, binnen | Lindsay Davenport  | details |
| 2001-10-30               | WTA Tour Championships          | Duitsland, München                  | WTA      | 3.000.000 | hardcourt, binnen | Serena Williams    | details |
| 2001-11-05               | Volvo Women's Open              | Thailand, Pattaya                   | Tier V   | 110.000   | hardcourt, buiten | Patty Schnyder     | details |

## Primeurs
Speelsters die in 2001 hun eerste WTA-enkelspeltitel wonnen:
- Meilen Tu (VS) in Auckland, Nieuw-Zeeland
- Rita Grande (Italië) in Hobart, Australië
- Ángeles Montolio (Spanje) in Estoril, Portugal
- Jelena Dokić (Joegoslavië) in Rome, Italië
- Silvia Farina-Elia (Italië) in Straatsburg, Frankrijk
- Bianka Lamade (Duitsland) in Tasjkent, Oezbekistan
- Anabel Medina Garrigues (Spanje) in Palermo, Italië
- Zsófia Gubacsi (Hongarije) in Casablanca, Marokko
- Adriana Gerši (Tsjechië) in Bazel, Zwitserland
- Angelique Widjaja (Indonesië) in Bali, Indonesië

## Statistiek van toernooien

### Toernooien per ondergrond
| ondergrond   | aantal | buiten/binnen | aantal |
| ------------ | ------ | ------------- | ------ |
| hardcourt    | 33     | buiten        | 25     |
| hardcourt    | 33     | binnen        | 8      |
| gravel       | 20     | buiten        | 20     |
| gravel       | 20     | binnen        | 0      |
| gras         | 4      | buiten        | 4      |
| groen gravel | 1      | buiten        | 1      |
| tapijt       | 5      | binnen        | 5      |
| TOTAAL       | 63     |               |        |

## Bron
- (en)  Archief van de WTA

1971 · 1972 · 1973 · 1974 · 1975 · 1976 · 1977 · 1978 · 1979 · 1980 · 1981 · 1982 · 1983 · 1984 · 1985 · 1986 · 1987 · 1988 · 1989 · 1990 · 1991 · 1992 · 1993 · 1994 · 1995 · 1996 · 1997 · 1998 · 1999 · 2000 · 2001 · 2002 · 2003 · 2004 · 2005 · 2006 · 2007 · 2008 · 2009 · 2010 · 2011 · 2012 · 2013 · 2014 · 2015 · 2016 · 2017 · 2018 · 2019 · 2020 · 2021 · 2022 · 2023 · 2024 · 2025